# Boogarins
Boogarins é uma banda brasileira de rock psicodélico e neopsicodelia formada no ano de 2012, em Goiânia, por Fernando "Dinho" Almeida (vocais e guitarra rítmica) e Benke Ferraz (guitarra solo). Para completar o quarteto, depois entraram Hans Castro (bateria) e Raphael Vaz (contrabaixo). Em 2014, Ynaiã Benthroldo entrou no lugar de Hans.
A banda já apresentou em diversos festivais de música de todo o mundo, como o Rock in Rio Lisboa, Primavera Sound, Porão do Rock, Coquetel molotov, Coachella Valley Music and Arts Festival, Lollapalooza e South by Southwest.

## História
Boogarins foi formada por Benke e Dinho, dois amigos de infância, que se juntaram e gravaram o EP As Plantas Que Curam em casa. Depois do lançamento do EP, Boogarins chamou atenção da gravadora americana Other Music que assinou com o quarteto e em 2013 saiu o primeiro álbum da banda As Plantas Que Curam.
Após o lançamento do disco, a banda fez mais de 70 shows na Europa, nos Estados Unidos e na América Latina, passando por festivais como o South by Southwest, no Texas, e o Primavera Sound, em Barcelona. Em 2015, a banda tocou no festival Lollapalooza, em São Paulo e participou também da Virada Cultural da cidade.
Depois dessa longa turnê, a banda gravou seu novo disco, Manual, ou Guia Livre de Dissolução dos Sonhos, na Espanha. O álbum teve seu lançamento no final de outubro em CD, vinil e por plataformas digitais em todo o mundo. No Brasil, a banda foi editada pelo selo StereoMono / Skol Music, gerido por Carlos Eduardo Miranda.
Em 2016, a banda participou do Rock in Rio Lisboa, tocou na influente rádio de música alternativa de Seattle chamada KEXP e também no famoso festival de Levitation onde teve a participação de Brian Wilson. No mesmo ano, a banda teve o álbum Manual indicado ao prêmio de Melhor Álbum de Rock em Língua Portuguesa no Grammy Latino.
Em 2017, a banda lançou um álbum ao vivo, chamado Desvio Onírico, composto por quatro faixas de cerca dez minutos cada, com jams, improvisações entre outras coisas gravadas durante a turnê deles nos EUA e na Europa, com apresentações no festival Levitation, South by Southwest e Rock in Rio Lisboa. Em junho do mesmo ano, a banda compartilhou seu novo álbum de estúdio, Lá Vem a Morte, de surpresa no YouTube. O trabalho foi eleito o 9º melhor disco brasileiro de 2017 pela revista Rolling Stone Brasil.
Em setembro de 2017, se apresentam no Palco Sunset do Rock in Rio, com a cantora Céu.

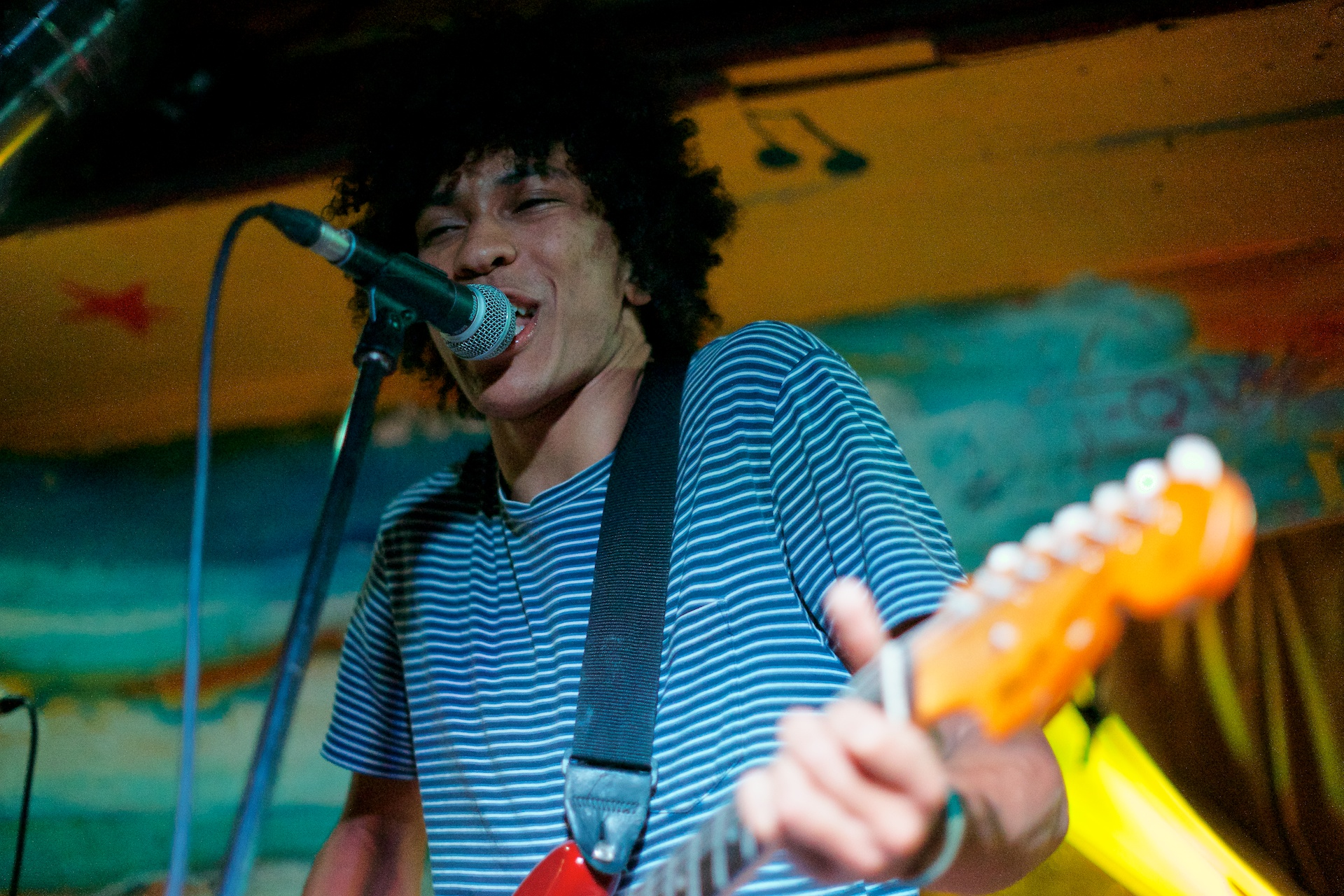
Dinho Almeida em uma apresentação

Em 2018, a banda segue para mais uma turnê internacional e em janeiro lançou o vinil do álbum Lá Vem a Morte, e também é uma das confirmadas do festival californiano Coachella Valley Music and Arts Festival, um dos maiores festivais de Música do Mundo, onde se apresentaram também artistas como The Weeknd, Eminem e Beyoncé.
Em 2019, a banda goiana lançou seu quarto álbum de estúdio Sombrou Dúvida, lançado em 10 de maio. O álbum conta com dez faixas e distribuição mundial pelo selo Overseas Artists. Foi eleito um dos 25 melhores álbuns brasileiros do primeiro semestre de 2019 pela Associação Paulista de Críticos de Arte.
Em 2023, a banda realiza turnê comemorativa aos 10 anos do disco As Plantas Que Curam, tocando o álbum na integra.

## Discografia
EPs
- 2013: As Plantas Que Curam

Álbuns de estúdio
- 2013: As Plantas Que Curam
- 2015: Manual
- 2017: Lá Vem a Morte
- 2019: Sombrou Dúvida
- 2020: Manchaca Vol. 1
- 2021: Manchaca Vol. 2
- 2024: Bacuri

Álbuns ao vivo
- 2017: Desvio Onírico

Singles
- 2013: Lucifernandis
- 2013: Doce
- 2013: Despreocupar
- 2014: Erre
- 2015: Avalanche
- 2015: 6000 Dias (ou Mantra dos 20 Anos)
- 2016: Benzin
- 2016: Tempo
- 2016: Elogio à Instituição do Cinismo/Olhos
- 2017: A Pattern Repeated On
- 2017: Foimal
- 2017: Corredor Polonês
- 2018: LVCO 4
- 2019: Sombra ou Dúvida
- 2019: Invenção

## Integrantes
- Fernando "Dinho" Almeida Filho – vocal, guitarra
- Benke Ferraz – guitarra
- Raphael Vaz Costa – baixo e sintetizadores
- Ynaiã Benthroldo – bateria

Ex-integrantes
- Hans Castro - bateria